# Макар Чудра
«Мака́р Чудра́» — первое печатное произведение Максима Горького. Опубликовано в 1892 году в газете «Кавказ». Рассказ был впервые подписан псевдонимом М. Горький. Экранизирован режиссёром Э. Лотяну в 1976 году.

## Сюжет
Главный герой произведения — старый цыган Макар Чудра. Он рассказывает легенду о трагической встрече двух молодых цыган — Лойко Зобара и Радды, которые любят друг друга, но считают это чувство цепью, сковывающей их независимость. В результате Лойко убивает Радду и при всех встаёт перед ней, уже мёртвой, на колени, выполняя таким образом поставленное ранее девушкой условие их свадьбы. Отец Радды, который видел гибель дочери, убивает Лойко ножом.

## История создания
Летом 1892 года, находясь в Тифлисе, Алексей Пешков общался с участником революционного движения Александром Калюжным. Услышав истории Пешкова, Калюжный предложил ему записывать эти истории. Когда рукопись «Макара Чудры» была готова, Калюжный с помощью знакомого журналиста Цветницкого сумел напечатать рассказ в газете «Кавказ».
В 1925 году в письме Калюжному Горький напомнил о своём литературном дебюте, отметив: «Вашему толчку я обязан тем, что уже с лишком тридцать лет служу русскому искусству».